# دنيس إيكيرت
دنيس إيكيرت قالب:Lang-mul هو لاعب كرة قدم إسباني وإيراني وألماني، ولد في 9 يناير 1997 في بون في ألمانيا. لعب مع سلتا فيغو ب وسيلتا فيغو.

## وصلات خارجية
- دنيس إيكيرت على موقع الاتحاد الأوربي (الإنجليزية)
- دنيس إيكيرت على موقع قاعدة بيانات كرة القدم.إي يو (الإنجليزية)
- دنيس إيكيرت على موقع Soccerway.com (الإنجليزية)
- دنيس إيكيرت على موقع عالم كرة القدم.نت (الإنجليزية)